# Раунд Топ (Тексас)
Раунд Топ (енгл. Round Top) град је у америчкој савезној држави Тексас. По попису становништва из 2010. у њему је живело 90 становника.

## Демографија
Према попису становништва из 2010. у граду је живело 90 становника, што је 13 (16,9%) становника више него 2000. године.
| Група             | 2000.      | 2010.      |
| Белци             | 73 (94,8%) | 89 (98,9%) |
| Афроамериканци    | 0 (0,0%)   | 0 (0,0%)   |
| Азијати           | 0 (0,0%)   | 0 (0,0%)   |
| Хиспаноамериканци | 4 (5,2%)   | 1 (1,1%)   |
| Укупно            | 77         | 90         |